# Arcanosaurus
Arcanosaurus — вимерлий рід вараноїдних ящерів з ранньої крейди в Іспанії. Істота відома по 29 хребцях, які були знайдені розчленованими, але близько один до одного в скам’янілому місці під назвою Viajete в провінції Бургос. Кістки були знайдені в шарі формації Кастрільо-де-ла-Рейна, яка датується пізнім барремським і раннім аптським етапами ранньої крейди. Хребці арканозавра мають кілька спільних рис з хребцями інших вараноїдних ящерів, але в них відсутні кісткові виступи, які називаються задніми гіпофізами, які є майже у всіх інших вараноїдів. 